# 武宁公园
武宁公园是位於中國上海市普陀區的一個二星級公園，地處武寧路、中寧路、靜寧路、石泉路的合圍區域，靠近中寧路站。武宁公园绿化总面积约为54178平方米，內有槭树科植物、蔷薇科植物、木兰科植物、豆科植物。
武宁公园从2005年底开始建设，2010年4月建成对外开放。因建设轨交14号线、武宁路快速化改建工程等重大工程，2016年起暂停对外开放，2025年1月20日恢复开放。